# Stadionul Lusail Iconic
Stadionul Lusail Iconic (în arabă ملعب لوسيل الدولي) este un stadion în Lusail, Qatar, inaugurat în anul 2021. Este cel mai mare stadion din Orientul Mijlociu din punct de vedere al capacității, 88.966 de locuri, și al doilea ca mărime din Asia. Arena a găzduit finala Campionatului Mondial de Fotbal 2022.
Construcția a început oficial la 11 aprilie 2017. Designul său final a fost dezvăluit în decembrie 2018.

## Legături externe
- Materiale media legate de Stadionul Lusail Iconic la Wikimedia Commons